# Marco Bonanomi

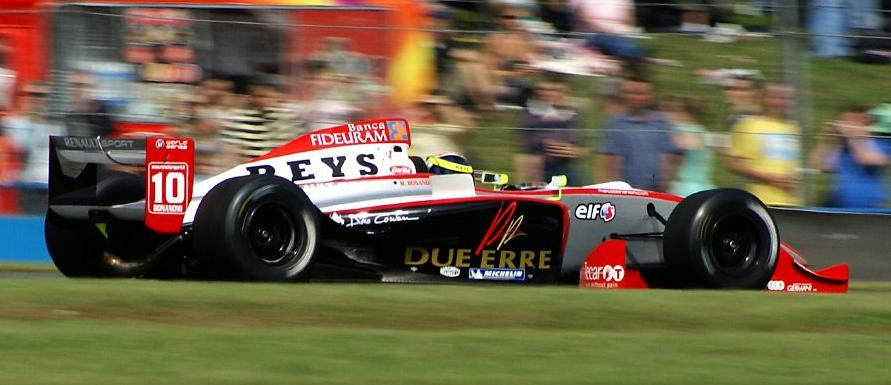
Bonanomi in actie in 2007

Marco Bonanomi (Lecco, 12 maart 1985) is een Italiaans autocoureur.

## Loopbaan
- 2001: Eurocup Formule Renault 2.0, team Cram Competition (3 races).
- 2001: Formule Renault 2.0 Italië, team Cram Competition (1 race).
- 2002: Eurocup Formule Renault 2.0, team RP Motorsport (3 races).
- 2002: Formule Renault 2.0 Italië, team RP Motorsport.
- 2003: Italiaanse Formule 3-kampioenschap, team Coloni (9 races, 1 overwinning).
- 2003: Korea Super Prix, team Target Racing.
- 2003: Grand Prix van Macau, team onbekend.
- 2004: Formule 3 Euroseries, team Team Ghinzani.
- 2004: Italiaanse Formule 3-kampioenschap, team Team Ghinzani (2 races, 2 overwinningen).
- 2004: Masters of Formula 3, team Team Ghinzani.
- 2005: Formule 3 Euroseries, team Prema Powerteam.
- 2005: Masters of Formula 3, team Prema Powerteam.
- 2006: Euroseries 3000, team Fisichella Motor Sport (6 overwinningen, 2e in kampioenschap).
- 2006: Formule Renault 3.5 Series, team Tech 1 Racing (4 races).
- 2007: Formule Renault 3.5 Series, team RC Motorsport.
- 2007: International Formula Master, team Euronova Racing (6 races).
- 2008: GP2 Asia Series, team Minardi Piquet Sports (1 overwinning).
- 2008: Formule Renault 3.5 Series, team Comtec Racing.
- 2008-09: GP2 Asia Series, team Qi-Meritus Mahara (8 races).
- 2012: 24 uur van Le Mans, team Audi Sport North America (3e in race).
- 2014: FIA World Endurance Championship, team Audi Sport Team Joest.
- 2015: FIA World Endurance Championship, team Audi Sport Team Joest.
- 2015: Blancpain Sprint Series, team ISR.
- 2016: Formule V8 3.5, team RP Motorsport.

## GP2 resultaten

### GP2 Asia resultaten
| Jaar    | Inschrijving      | 1           | 2           | 3          | 4         | 5           | 6           | 7          | 8          | 9          | 10         | 11          | 12         | Rang | Punten |
| ------- | ----------------- | ----------- | ----------- | ---------- | --------- | ----------- | ----------- | ---------- | ---------- | ---------- | ---------- | ----------- | ---------- | ---- | ------ |
| 2008    | Piquet Sports     | UAE1 FEA 20 | UAE1 SPR 13 | IND FEA NF | IND SPR 8 | MAL FEA NF  | MAL SPR 15  | BHR FEA NF | BHR SPR NF | UAE2 FEA 6 | UAE2 SPR 1 |             |            | 12   | 9      |
| 2008–09 | Qi-Meritus Mahara | CHN FEA     | CHN SPR     | UAE FEA    | UAE SPR   | BHR1 FEA 20 | BHR1 SPR 10 | QAT FEA 16 | QAT SPR 11 | MAL FEA NF | MAL SPR 14 | BHR2 FEA 14 | BHR2 SPR 8 | 22   | 0      |